# Ivan Lepekhine
Pour les articles homonymes, voir Lepekhine.
Ivan Ivanovitch Lepekhine (en russe : Ива́н Ива́нович Лепёхин, qui se prononce Lepiokhine) (né le 10 septembre 1740 à Saint-Pétersbourg et mort le 6 avril 1802 dans la même ville) est un naturaliste, botaniste et explorateur russe. Son abréviation en botanique est Lepech. et en zoologie Lepechin d'après la transcription allemande de son nom: Iwan Iwanowitsch Lepechin.

## Biographie

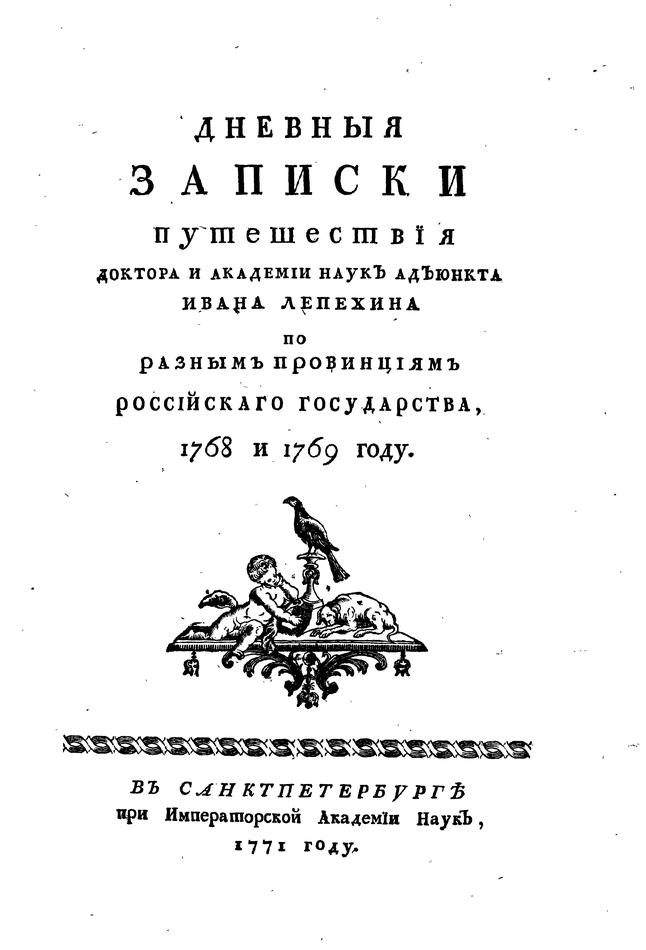
Frontispice de l'édition parue à Saint-Pétersbourg en 1771 de son journal de voyage de 1768-1769 à travers la Russie

Il commence ses études à l'Académie des sciences de Saint-Pétersbourg et obtient son doctorat à la faculté de médecine de Strasbourg.
En 1768, il entame un voyage d'exploration de la région de la Volga et de la mer Caspienne, en partie avec Peter Simon Pallas, en partie seul. L'année suivante, il part pour l'Oural, où il reste cinq années. Il est nommé académicien de l'Académie impériale des sciences de Russie en 1771. Il repart pour la Sibérie en 1774 et 1775.
Il devient en 1783 le secrétaire permanent de l'Académie impériale de Russie dont il participe à la rédaction du dictionnaire. Il rédige le préambule de son édition de 1806 dans l'esprit des études linguistiques de Mikhaïl Lomonossov. Il a longtemps dirigé le jardin botanique de Saint-Pétersbourg.
C'est l'un des premiers Russes à être devenu un grand naturaliste.

## Hommages
- En 1806, son nom a été commémoré dans le nom du genre Lepechinia de la famille des Lamiaceae par Carl Ludwig von Willdenow (1765-1812).
- Le professeur Mikhaïl Popov donne son nom en 1953 au genre Lepechiniella de la famille des Boraginaceae.